# جزيرة باسيغيوغو
جزيرة باسيغيوغو وهي جزيرة من جزر إندونيسيا، وتقع في إقليم غورونتالو، ضمن أرخبيل سولاوسي.